# Giro di Basilicata
Le Giro di Basilicata est une course cycliste par étapes italienne, organisée depuis 1982. La course est disputée uniquement par des juniors (17/18 ans).

## Palmarès
| Année     | Vainqueur              | Deuxième               | Troisième          |
| --------- | ---------------------- | ---------------------- | ------------------ |
| 1982      | Gianni Faresin         |                        |                    |
| 1983      | Angelo Giacomelli      |                        |                    |
| 1984      | Mauro Argentini        |                        |                    |
| 1985      | Gianluca Rigamonti     |                        |                    |
| 1986      | Gianluca Pianegonda    |                        |                    |
| 1987      | Angelo Citracca        |                        |                    |
| 1988      | Danny Nelissen         |                        |                    |
| 1989      | Franco Zilli           |                        |                    |
| 1990      | Oleg Bachmetev         |                        |                    |
| 1991      | Alexander Ivankin      |                        |                    |
| 1992      | Alexei Biakov          |                        |                    |
| 1993      | Alexei Biakov          |                        |                    |
| 1994      | Tadej Valjavec         |                        |                    |
| 1995      | Tadej Valjavec         |                        |                    |
| 1996      | Dimitri Dementiev      |                        |                    |
| 1997      | Allan Davis            |                        |                    |
| 1998      | Giampaolo Gallo        |                        |                    |
| 1999      | Alexandre Bazhenov     |                        |                    |
| 2000      | Marcel Sieberg         |                        |                    |
| 2001      | Oleksandr Kvachuk      | Christoph Meschenmoser | Thomas Fothen      |
| 2002      | Dmitry Kozontchuk      |                        |                    |
| 2003      | William Walker         | Alexey Esin            | Pavel Kalinin      |
| 2004      | Alexander Slivkin      | Patrick Shaw           | Giuseppe Ascione   |
| 2005      | Gatis Smukulis         | Andrey Solomennikov    | Andrea Salomone    |
| 2006      | Tommaso Salvetti       | Egor Silin             | Giuseppe Cicciari  |
| 2007      | Matteo Mammini         | Sergio Maneri          | Siarhei Plisko     |
| 2008      | Alberto Petitto        | Sergey Alekhin         | Emmanuel Roberti   |
| 2009      | Giovanni Gaia          | Ilia Koshevoy          | Simone Camilli     |
| 2010      | Artur Shaymuratov      | Quentin Hoper          | Manuel Senni       |
| 2011      | Ildar Arslanov         | Aleksandr Mezhechev    | Tilegen Maidos     |
| 2012      | Matej Mohorič          | Ildar Arslanov         | Vitaliy Marukhin   |
| 2013      | Aurélien Paret-Peintre | Lorenzo Rota           | Robert Power       |
| 2014-2015 | non disputé            | non disputé            | non disputé        |
| 2016      | Dinmukhammed Ulysbayev | Alexander Konyshev     | Charlie Quarterman |
| 2017      | Mark Donovan           | Jacques Sauvagnargues  | Ben Healy          |